# Gaetano Berardi
Gaetano Berardi (* 21. August 1988 in Sorengo) ist ein schweizerischer ehemaliger Fussballspieler.

## Karriere

### Vereine
Berardi verbrachte seine Juniorenzeit grösstenteils beim FC Lugano.
Der Verteidiger spielte zuerst für den Serie-B-Club Brescia Calcio, wo er am 30. Juni 2007 seinen Einstand gab. Im Sommer 2010 stieg er mit Brescia in die Serie A auf, konnte in der Saison 2010/11 die Klasse jedoch nicht halten. Von Januar 2012 bis Juli 2014 spielte Berardi für den Serie-B-Club Sampdoria Genua. Im Juli 2014  wechselte er zu Leeds United in die Football League Championship, die zweithöchste englische Liga.
Er stieg im Juli 2020 mit Leeds United als Meister der 2. englischen Spielklasse in die Premier League auf. Trotz einem im selben Monat erlittenen Kreuzbandriss unterzeichnete er im Oktober einen neuen Einjahresvertrag in Leeds. Dort sollte er neben der eigenen Genesung damit beginnen, im Trainerstab des Vereins mitzuarbeiten. Er verliess den Club jedoch 2021, spielte einige Male für Sion und eine letzte Saison in der Challenger League für Bellinzona.

### Nationalmannschaften
Seit der U-18 spielte Berardi in allen Auswahlmannschaften des Schweizer Fussballverbandes. Er debütierte im Schweizer U-21-Team am 19. November 2008 gegen Griechenland. Sein Debüt in der Schweizer Fussballnationalmannschaft gab er am 10. August 2011 gegen Liechtenstein. Des Weiteren wurde er in das Kader für das anschliessende Qualifikationsspiel für die Europameisterschaft 2012 gegen Bulgarien berufen, musste jedoch aufgrund von Rückenbeschwerden frühzeitig wieder abreisen.